# Gabor Meszaros
Gabor Meszaros (* 9. August 1963 in Prag) ist ein Schweizer Fagottist und Lehrer.

## Biographie
Gabor Meszaros studierte Fagott bei Janos Meszaros an der Musikhochschule Winterthur. Er besuchte Meisterkurse bei Milan Turkovic, Frantisek Hermann, Werner Seltmann, Knut Sönstevold und Karl Leister. Er war erstes Fagott im Symphonieorchester der Balearen, in der Deutschen Kammerakademie Neuss, in der Mendelssohn Philharmonie Düsseldorf, im Nationalorchester des Baskenlandes und beim Millennium Gala Concert of the Nations im Lincoln Center in New York. Als Mitglied von Kammermusikensembles wie dem Schweizer Nonett, dem Ensemble Varié, dem Trio Konradin und dem Trio Insolito trat er als Solist mit dem Orchester des Musikkollegiums Winterthur, dem Symphonieorchester der Balearen, dem Kammerorchester Ars Musica Bern, den Festival Strings Luzern, dem North Hungarian Chamber Orchestra, dem Seongnam Philharmonic Orchestra, dem Philos Chamber Orchestra und der Deutschen Kammerakademie Neuss auf.
Er ist künstlerischer Leiter des Ticino Musica Festivals, das jeden Sommer im Conservatorio della Svizzera italiana in Lugano stattfindet.

## Lehrtätigkeit
Seit 1997 unterrichtet er Fagott und Kammermusik an der Hochschule für Musik Conservatorio della Svizzera italiana und leitet deren Bläserensemble.